# Añana
Añana est une commune d'Alava située dans la Communauté autonome du Pays basque en Espagne.
La commune comptait 185 habitants en 2006. Elle est surtout connue pour ses mines de sel qui ont été classées Monument historique.

## Hameaux
La commune comprend les deux hameaux suivants :
- Salinas de Añana (Gesaltza Añana en basque), chef-lieu de la commune ;
- Atiega (Atiaga en basque), concéjo.

## Salines d'Añana

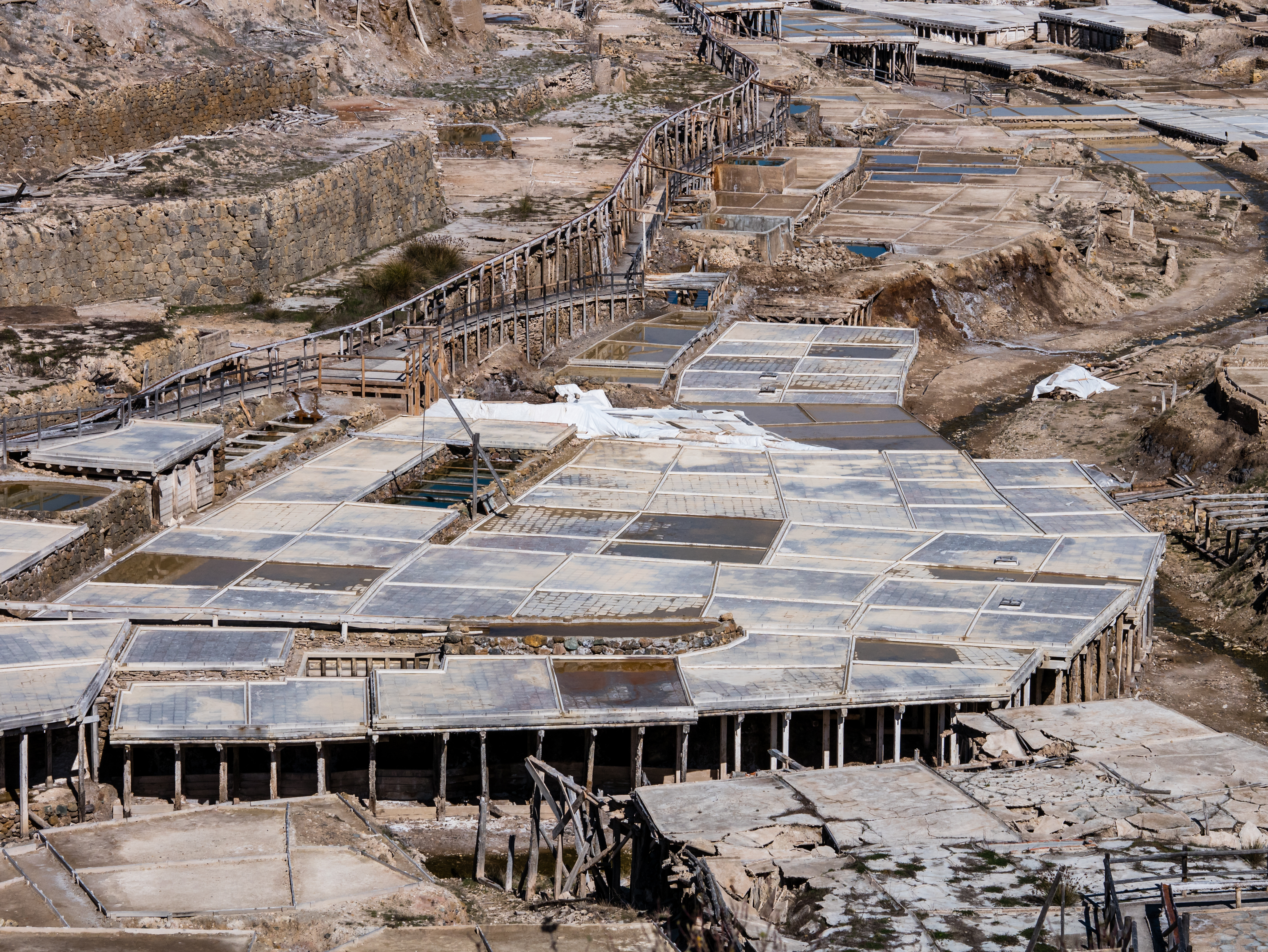
Vallée du sel.